# Colazione israeliana

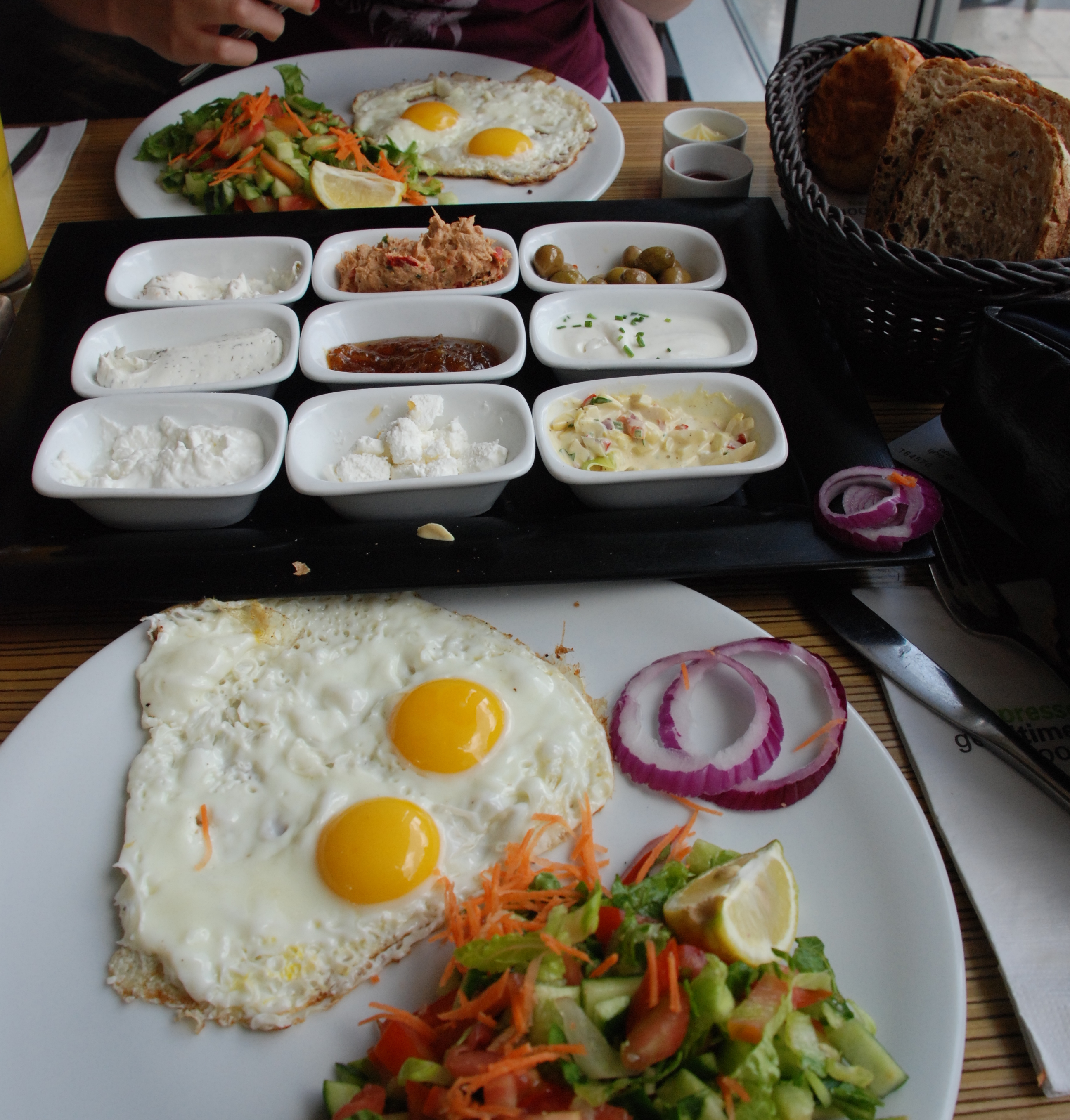
Una colazione israeliana con uova, insalata israeliana, pane e contorni vari

La colazione israeliana è uno stile distintivo di colazione che trae le sue origini dalle fattorie collettive israeliane chiamate kibbutz, ora servita nella maggior parte degli hotel e in molti ristoranti in Israele. Di solito viene servita a buffet e comprende frutta, verdura, insalate, pane, dolci, latticini, uova e pesce. La carne non è mai inclusa.

## Storia
Agli esordi dello stato di Israele, i residenti dei kibbutz consumavano i pasti in una mensa comune. Era normale per i contadini fare uno spuntino leggero al mattino presto, per poi lavorare nei campi per diverse ore. Successivamente tornavano nella sala da pranzo per un abbondante pasto a buffet a metà mattina, simile a un brunch. Negli anni '50, gli hotel israeliani promuovevano la "colazione israeliana" in uno stile simile ai pasti del kibbutz. Nel 1979, i membri della Jerusalem Hotel Association e dell'Israeli Hotel Owners Association decisero di eliminare gradualmente la colazione israeliana completa come parte della tariffa base della camera d'albergo, sostituendola invece con una colazione continentale più modesta, al fine di ridurre i costi. La scelta però non ha avuto successo e la tradizione di un'abbondante colazione a buffet è continuata negli anni seguenti.

## Caratteristiche e piatti tipici
Negli hotel in Israele, la colazione israeliana è comunemente presentata come un buffet self-service. Nei ristoranti più piccoli, un menu più sobrio può essere presentato attraverso il servizio al tavolo.
La colazione israeliana non include mai carne e derivati come prosciutto e pancetta, che sono comuni nei menu della colazione in molti altri paesi. In conformità con le leggi ebraiche di Kashrut, carne e latticini non vengono mai serviti insieme in un pasto e sono vietati i prodotti a base di carne di maiale. La colazione israeliana è infatti a base di latticini e viene offerta una varietà di formaggi. Il pesce è considerato pareve (neutrale) e quindi è consentito con un pasto a base di latticini; l'aringa viene spesso servita. Sono comuni anche altri piatti a base di pesce affumicato o in salamoia, tra cui spratti, sardine e salmone.
I piatti a base di uova sono altrettanto comuni, i quali possono essere precotti o cucinati su ordinazione. Il piatto di uova magrebino shakshouka, portato in Israele dagli ebrei tunisini, è una portata comune, comprendente uova in camicia in salsa di pomodoro.
Altri piatti mediorientali possono includere insalata israeliana, hummus, tehina, halloumi, ful medames, baba ghanoush e lo yogurt tipico, noto come labaneh. Le verdure fresche come pomodori, cetrioli, peperoni verdi, ravanelli, cipolle e carote grattugiate sono comuni, così come le olive. È spesso disponibile una varietà di insalate. Caffè, tè, succhi di frutta, frutta fresca, pane e dolci completano il menù.

## Galleria d'immagini

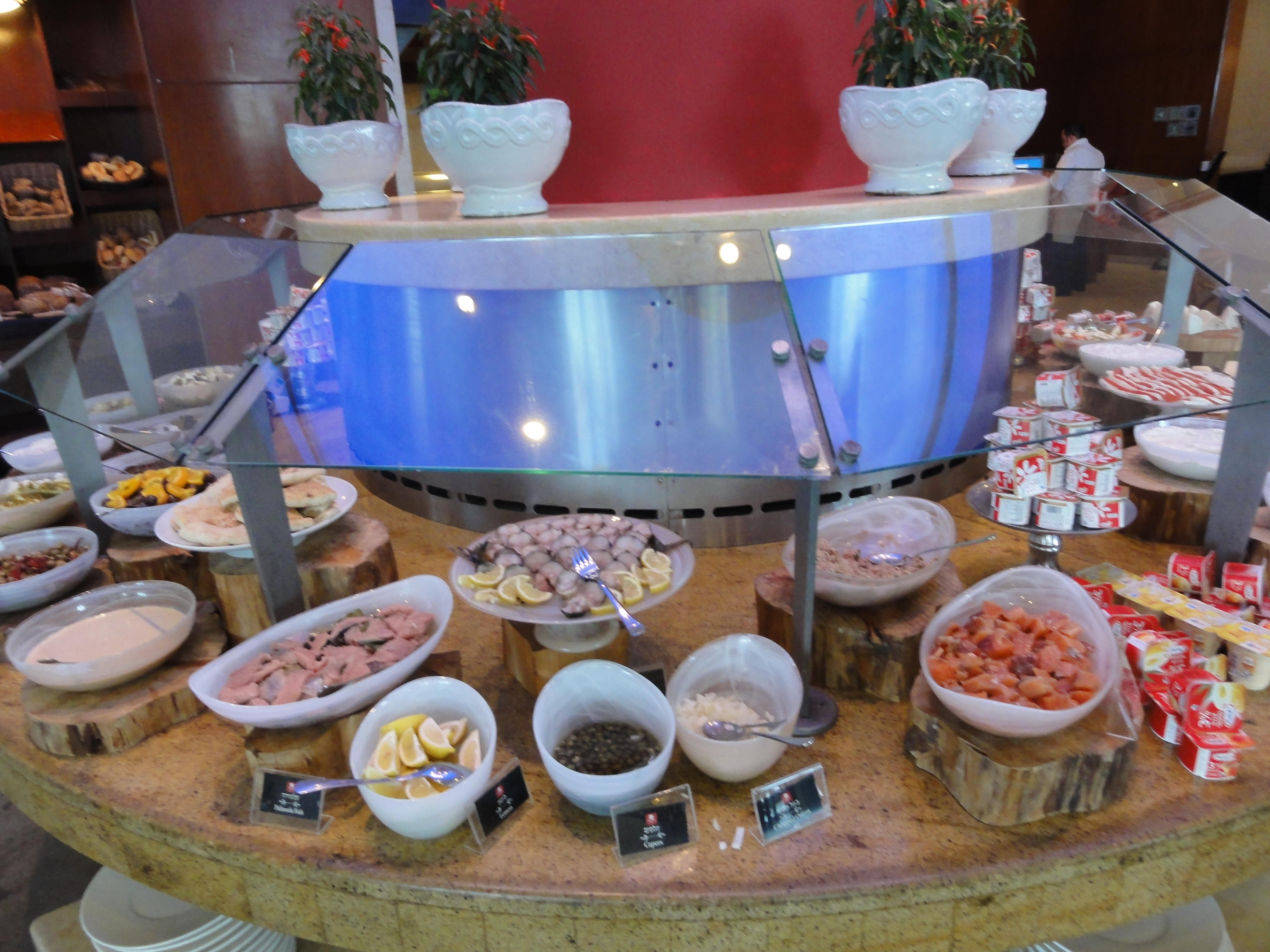
Una colazione a buffet in un hotel ad Haifa, Israele
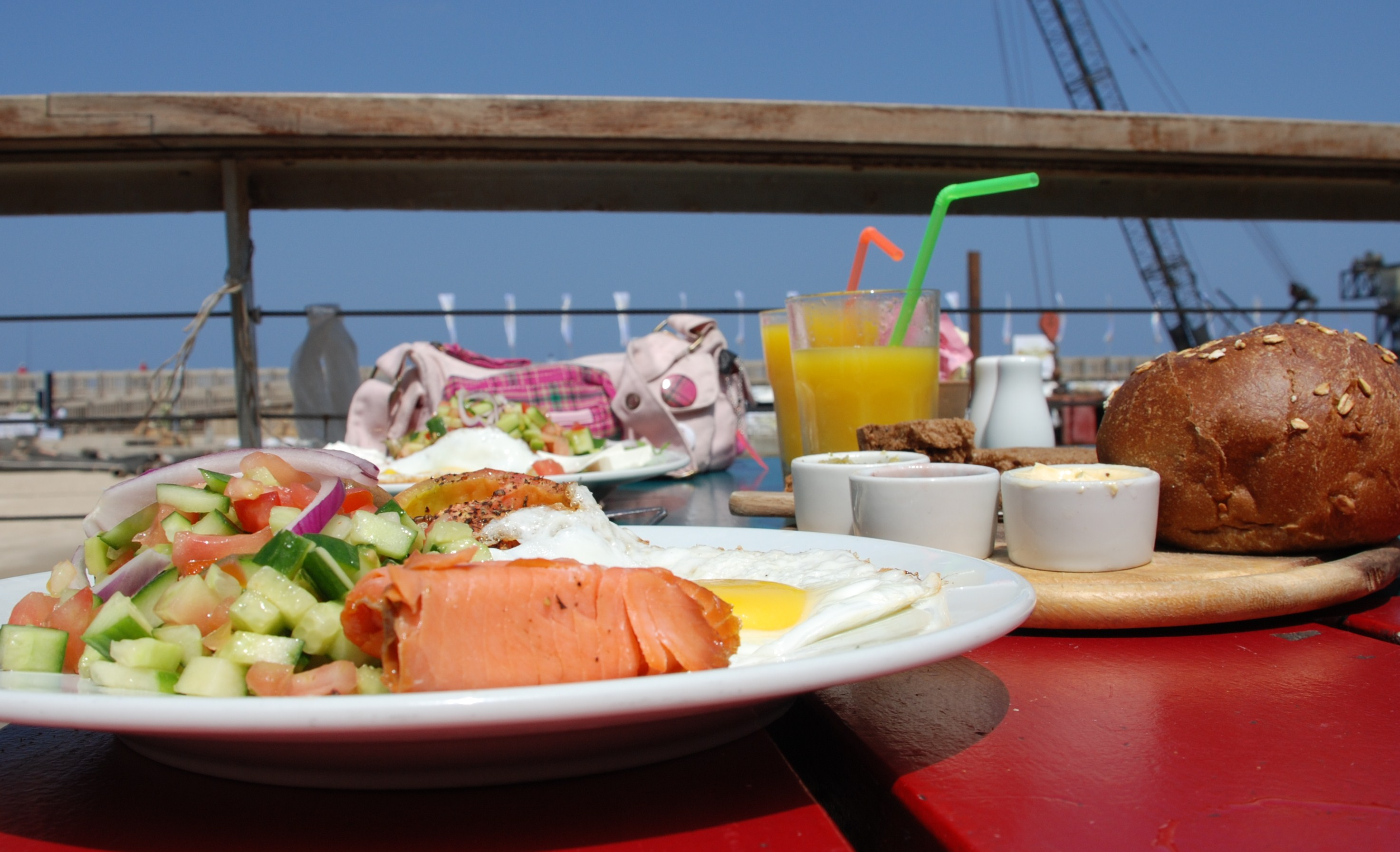
Una colazione israeliana
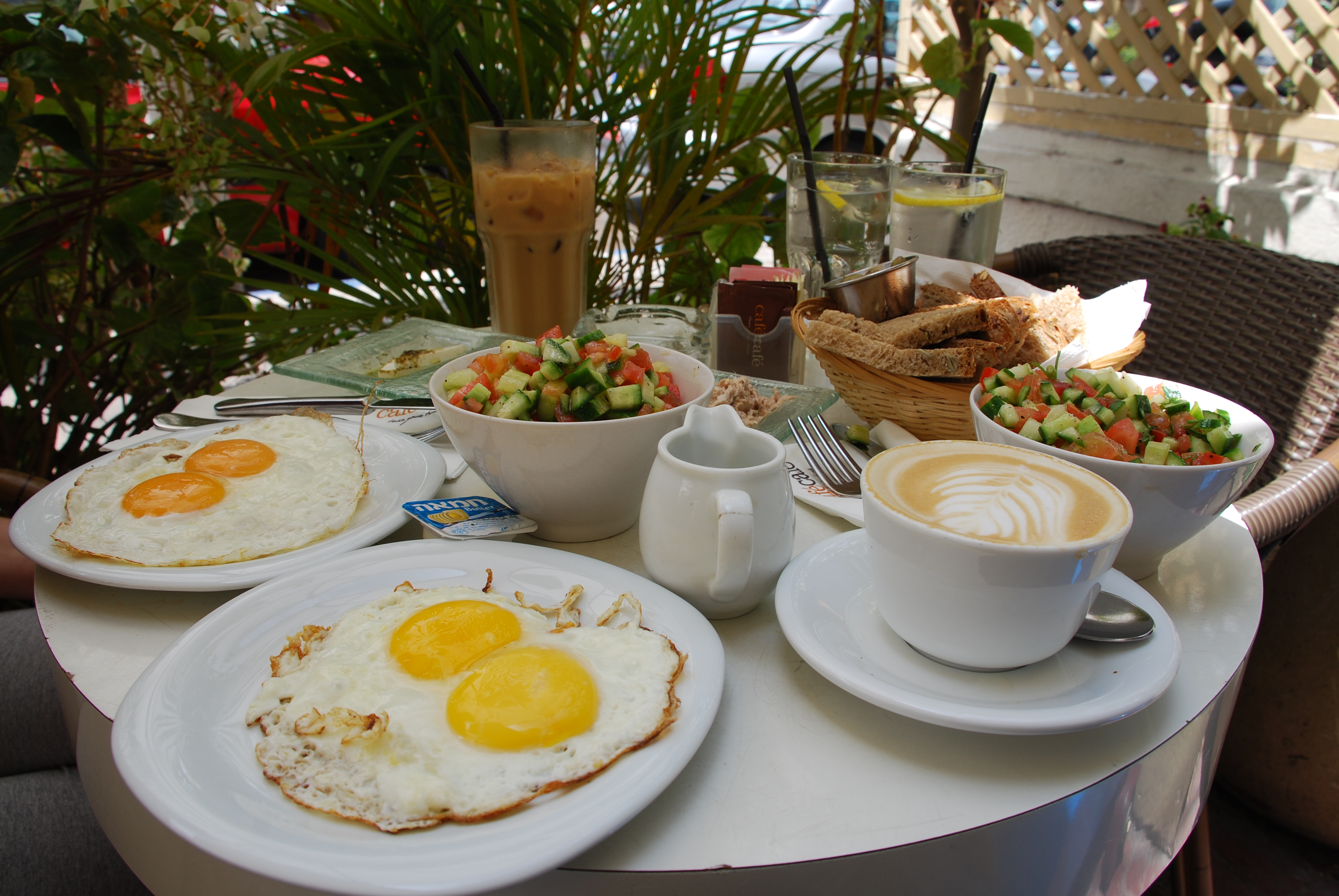
Una colazione israeliana con uova, insalata israeliana, pane e contorni vari